# ボリショイ・モスクワ国立サーカス

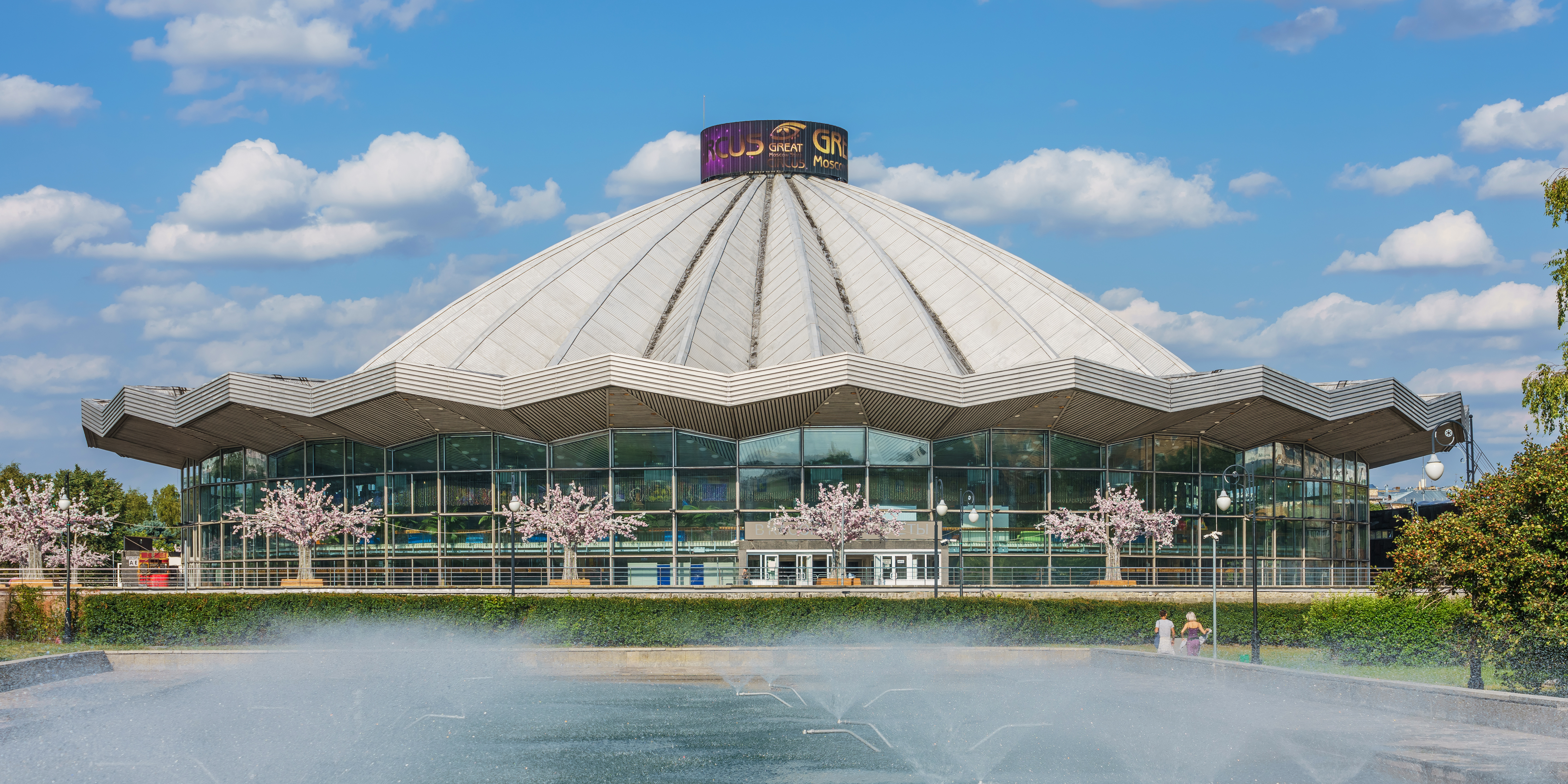
ボリショイ・モスクワ国立サーカスの建物

ボリショイ・モスクワ国立サーカス（ボリショイ・モスクワこくりつサーカス、ロシア語: Большо́й Моско́вский госуда́рственный цирк）はモスクワの「雀が丘」近くのヴェルナーツコヴォ大通りにあるサーカスを指す。

## ボリショイ・モスクワ国立サーカス
ロシアにはもともと沢山のサーカスがあり、モスクワにもいくつかのサーカスがあった。その中でも現在ニクーリン・モスクワ・サーカス」（別名：ツヴェトノイ大通りのサーカス、Moscow Circus on Tsvetnoy Boulevard）と呼ばれるサーカスなどがあり、ソビエト時代の1919年にすべて国営化されて、1957年以降はソユーズゴスツィルク（ソビエト連邦国立サーカス公団）の下にあり、ソビエトのサーカスは1980年代に黄金時代を迎えている。
ボリショイ・モスクワ国立サーカスは1971年にもともとはサーカス公演だけのための建物として建設されて、3,400人を収容できて、会場の高さは36メートルもあった。この建物には５つのステージがあり、馬場、プール、錯覚、スケート場、光効果が入れ替われるようになっている。
1990年代にはこの建物にもサーカス隊を作る決定がされて、現在200名の人員を抱えている。2007年には民営化する案も出されたが、これは大統領レベルで否定された。

## 演目の特徴
ロシア・サーカスの伝統的なクマやその他の動物を使った演目だけでなく、現代っ子たちの趣向を反映して宇宙飛行士の綱渡りや空中ブランコなどをする現代的な演目も入れている。また、友好国のサーカスを客演させるなどの国際的な面もある。

## 交通
最寄りの駅は、モスクワ地下鉄1号線のウニヴェルシチェート駅（Университет＝大学）。車ではモスクワ大学の方面へ向かい、モスクワ3号環状道路からレーニンスキー大通りへ降りて、ロモノソフスキー大通りで右へ折れて（真っすぐ行くと左手にモスクワ大学）、ヴェルナーツコヴォ大通りで右へ曲がり、すぐ右手にある。駐車はこの通りとニコラヤ・コペルニカ通りで自由に。 

## 海外公演時の「ボリショイ・サーカス」
ロシア以外でロシアのサーカスが公演する場合「ボリショイ・サーカス」、「モスクワ国立サーカス」などの名称で行われてきた。ただし、これは現在のボリショイ・モスクワ国立サーカスとは直接関係はない。